# Kamp-Lintfort
Kamp-Lintfort – miasto w Niemczech, w kraju związkowym Nadrenia Północna-Westfalia, w rejencji Düsseldorf, w powiecie Wesel. Leży ok. 20 km na północny zachód od Duisburga. Liczy 39 394 osoby (2010).
Kamp-Lintfort położone jest na wzgórzach morenowych z okresu lodowcowego w dolnej Nadrenii.

## Historia
Historia miejscowości sięga XII/XIII wieku i związana jest z istniejącym tam od czasów średniowiecza klasztorem cystersów. Prawa miejskie Kamp-Lintfort otrzymało jednak dopiero w wieku XX, po gwałtownym rozwoju miejscowości w wyniku otwarcia kopalni węgla kamiennego.
Opactwo cystersów zostało założone 31 stycznia 1123 roku przez trzynastu mnichów lotaryńskiego klasztoru Morimond (jako odłam założycielskiego klasztoru cystersów Cîteaux) i przez arcybiskupa Fryderyka I z Kolonii. To opactwo było pierwszym reprezentantem klasztorów w Niemczech, które rozkwitły w pierwszych latach stulecia po jego założeniu. Liczne nowo powstałe klasztory na jego wzór rozprzestrzeniły się nie tylko w Niemczech, ale również w nadbałtyckich krajach aż do Rygi włącznie. Klasztor Kamp stał się z tego powodu symbolem kultury na terenach wschodnich, wówczas jeszcze nie znających chrześcijaństwa.
Po rozwiązaniu klasztoru w 1802 roku z powodu sekularyzacji, pozostał dawny kościół z wieżami uwieńczonymi cebulastymi kopułami, dawny przyklasztorny szpital (obecnie miejsce spotkań chrześcijan) oraz części murów zewnętrznych. Dzięki wysokim państwowym nakładom finansowym, w latach 1986-1990 ogrody klasztorne zostały według starych planów kompletnie odnowione.
Pojawienie się górnictwa wpłynęło z początkiem poprzedniego stulecia na szybki rozwój dzielnicy Lintfort. Rozwój ten spowodował połączenie pojedynczych gmin Hoerstgen i Kamp z czterema innymi miejscowościami tzw. Vierquartieren (Saalhoff, Rossenray, Kamperbruch, i Lintrort) w jedną dużą gminę. W 1950 roku z powodu rozwijającej się urbanizacji powstało z tych pojedynczych gmin liczących 3900 mieszkańców rozwojowe 28-tysięczne miasto górnicze. Działa tutaj firma BenQ, która znacznie zmieniła strukturę miasta, do dzisiaj jednostronnie skoncentrowanego na górnictwie. W obrębie parku Dieprahm rozlokowane są też inne nowoczesne firmy wysokiej technologii.
Miasto Kamp-Lintfort obejmuje obecnie powierzchnię 63,16 km², posiada halę widowiskową z 471 miejscami, szkoły, basen kryty i otwarty, możliwości rekreacji w parku Freizeitpark Pappelsee. Poza tym w Kamp-Lintfort znajdują się hale sportowe przystosowane do międzynarodowych zawodów, szpital oraz kilka domów spokojnej starości.
Obszary leśne (1080 hektarów) w północnej jak i zachodniej części miasta zachęcają tysiące turystów z bliskiego okręgu przemysłowego położonego nad rzeką Ruhra do wędrówek, jazdy konnej i odpoczynku. Tereny te służą całorocznej rekreacji w krajobrazie dolnej Nadrenii. Miasto Kamp-Lintfort połączone jest poprzez bezkolizyjne autostrady (A57 i A42) oraz drogę krajową B510, jak również poprzez bliskość węzła komunikacyjnego Moers z regionalną siecią komunikacyjną.

## Współpraca
1 września 1981 roku Kamp-Lintfort zawarło umowę partnerską z angielskim miastem Chester-le-Street. 16 września 1989 roku z francuskim miastem Cambrai, a od 18 kwietnia 2004 z polskim miastem Żory. 27 kwietnia 2011 miastem partnerskim został Endemir w Turcji. Przyjacielskie stosunki pomiędzy tymi miastami są pogłębiane poprzez wieloletnie stowarzyszenia partnerskie. Przewodniczącą związku partnerskiego jest Elsa Hartmann natomiast sekretarzem zarządu jest obecny prezydent miasta, Christoph Landscheidt.